# Neoperla fanjingshana
Neoperla fanjingshana är en bäcksländeart som beskrevs av Yang, D. och J. Yang 1992. Neoperla fanjingshana ingår i släktet Neoperla och familjen jättebäcksländor. Inga underarter finns listade i Catalogue of Life.